# 우골리노 곤차가
우골리노 곤차가(Ugolino Gonzaga, 1320년 – 1362년 10월 13일)는 곤차가 가문 출신의 이탈리아인 콘도티에로이다.

## 생애
만토바에서 제2대 카피타노 델 포폴로인 구이도 곤차가와 베아트리스 드 바르 (Beatrice de Bar)의 아들로 태어났다. 1360년에 그는 그의 아버지와 형제 프란체스코, 루도비코를 같이 만토바를 다스렸다.
1340년 그는 마스티노 2세의 딸 베르데 델라 스칼라 (Verde della Scala)와 혼인했지만 그는 2년 후에 사망하고 말았고; 우골리노는 에밀리아 델라 게라르데스카와 혼인했다. 후자가 1349년에 사망하자, 그는 마테오 2세 비스콘티의 딸이자 베르나보 비스콘티의 조카인 카테리나 비스콘티 (Caterina Visconti)와 재혼했다. 이 결혼이 가져온 비스콘티 가문과의 동맹은 16세기 초까지 이어졌으며, 1342-1343년에 밀라노와 함께 델라 스칼라 가문을 상대로 토스카나에서 맞섰다.
하지만 곤차가 가와 비스콘티 가의 동맹은 베네치아 공화국이 달가워하지 않았고, 그들은 카스텔바르코 (Castelbarco) 가문의 지원과 함께 1362년 그의 형제 프란체스코와 루도비코를 통한 우골리노의 암살 계획을 준비했다.

## 같이 보기
- 펠트리노 곤차가